# Font de la Figuereta (Sant Martí de Canals)
La Font de la Figuereta és una font del poble de Sant Martí de Canals, de l'antic terme de Claverol, pertanyent a l'actual municipi de Conca de Dalt, al Pallars Jussà.
Està situada a 725 m d'altitud, al nord-est de Sant Martí de Canals. És al marge esquerre del barranc de Sant Martí, a la part alta del barranc, a l'inici de la capçalera, formada pels contraforts de la Serra de Pessonada, al nord-oest de Sant Joanet.
Sota seu, més a ponent, hi ha la Font de Davall.